# Museo di palazzo Taglieschi
Il Museo di Palazzo Taglieschi è sito in un edificio rinascimentale, composto da più case-torri di origine medievale, che un tempo era dimora dei Taglieschi, una delle più potenti famiglie di Anghiari.
Dal dicembre 2014 il Ministero per i beni e le attività culturali lo gestisce tramite il Polo museale della Toscana, nel dicembre 2019 divenuto Direzione regionale Musei.

## Descrizione
Il museo, fondato nel 1975, custodisce opere d'arte che vanno dal XIV al XVIII secolo, provenienti da chiese ed edifici storici del territorio valtiberino. Di notevole interesse la scultura lignea policroma raffigurante la Vergine, capolavoro di Jacopo della Quercia (1420 circa) e la Natività attribuita alla bottega di Andrea della Robbia.